# Silicon Graphics
Silicon Graphics, Incorporated, chiamata solitamente SGI, è stata un'azienda informatica statunitense che iniziò la sua attività come sviluppatore di terminali grafici nel 1982. Venne fondata da James H. Clark sulla base dei suoi studi sulla gestione della pipeline di visualizzazione, implementata con software o hardware specializzato e utilizzata nell'accelerazione della visualizzazione di immagini tridimensionali. Costituita originariamente in California nel novembre 1981, venne trasferita nel Delaware nel gennaio 1990.

## Storia
La prima macchina di SGI venne progettata per essere connessa ad un DEC VAX come terminale, gestendone solo l'output grafico. In seguito SGI iniziò a sfruttare il processore Motorola 68000 utilizzando un sistema operativo Unix in una versione personalizzata denominata IRIX.
La macchina di maggior successo sviluppata da SGI fu la SGI 3130, una workstation UNIX basata sul processore Motorola 68030 con un coprocessore matematico Weitek. La famiglia 3x30 era sufficientemente potente da supportare applicazioni di animazione e rendering 3D senza doversi appoggiare ad un mainframe. Con dischi fissi di grandi dimensioni (2 dischi da 300Mb), uno streamer e una scheda di rete 10baseT ethernet poteva divenire il cuore di un processo di animazione.
Con l'introduzione della serie 4D, SGI adottò la tecnologia MIPS basata su microprocessori RISC. Queste macchine erano più potenti, in grado di indirizzare più memoria e con capacità matematiche superiori. SGI guadagnò gran parte della propria fama grazie a questi elaboratori poiché divennero molto popolari nel mondo della televisione e della cinematografia.
SGI estese quest'architettura sino a sviluppare il supercomputer Onyx, grande quanto un frigorifero e capace di gestire sino a 64 processori e fino a 3 sequenze ad alta risoluzione completamente in 3D.

### Anni 90
Nel 1992 SGI realizza il primo processore MIPS a 64 bit, l'R4000, uno dei primi processori a 64 bit con il Digital Alpha.
Un elaboratore SGI computer che eseguiva il navigatore tridimensionale del file system (FSN) apparve nel film Jurassic Park.
Siccome i personal computer stavano diventando meno costosi e più potenti dal punto di vista della grafica, SGI concentrò i suoi sforzi nello sviluppo di server ad alte prestazioni, realizzando un'offerta di server dedicati al video digitale ed ai contenuti multimediali sul web. Molti ingegneri abbandonarono SGI per lavorare in nuove aziende, contribuendo a rivoluzionare il mercato consumer con le tecnologie 3D. Come tentativo di fronteggiare questi cambiamenti, Silicon Graphics Inc. ha cambiato ufficialmente il suo marchio in SGI pur mantenendo invariata la ragione sociale.
Nel 1995, SGI acquisì Alias Research e Wavefront Technologies fondendo le due società in Alias|Wavefront, successivamente conosciuta come Alias Systems Corp..
Nel febbraio 1996, SGI acquisì Cray Research, e iniziò ad utilizzare il nome commerciale di CrayLink per la tecnologia integrata nella linea di server SGI. 
SGI aiutò molto Linux supportando numerosi progetti (tra i quali Samba) e fornendo pezzi di codice proprietario (come per XFS).
La compagnia negli ultimi anni subì una diminuzione del fatturato e degli utili subendo i pesanti costi strutturali che le resero difficoltoso il confronto con le alternative più economiche. Un tentativo, tardivo e poco convinto, di introdurre workstation basate sul sistema operativo Windows NT non incontrò l'interesse del mercato. Molti analisti rimproverarono a SGI di non aver saputo riconoscere le nuove tendenze e le potenzialità dei personal computer richiudendosi su sé stessa cercando di proteggere il mercato delle workstation grafiche di fascia medio alta. Nel giro di pochi anni il livello di prestazioni grafiche 3D offerte dai costosi computer di SGI divenne disponibile sui personal computer, grazie in particolare ad Nvidia, una nuova azienda focalizzata nella progettazione e produzione di schede grafiche 3D per il mercato PC e fondata proprio da un gruppo di tecnici fuoriusciti da SGI.
Il porting di Maya su Linux e Apple Macintosh rese il mercato di SGI ancora più difficile, eliminando alcune delle giustificazioni per il costo delle workstation SGI che costavano 10-20 volte in più delle corrispondenti soluzioni basate su architettura x86 o Apple.
Sebbene si creda che il grosso del fatturato di SGI derivasse dall'industria cinematografica, era invece il mercato della Difesa, dell'Energia e delle applicazioni scientifiche e di calcolo puro a costituire il maggior bacino di vendita.
SGI sviluppò delle API 3D proprietarie, le Iris GL, sulla base delle quali sono state poi create le specifiche cross-platform OpenGL, oggi le API di riferimento per la grafica 3D.
In tempi recenti SGI ha proseguito lo sviluppo della propria linea di server basati sull'architettura SN dove SN sta per Scalable Node, una tecnologia sviluppata da SGI nella metà degli anni 90. L'architettura SN è un'applicazione della tecnologia NUMA. In un sistema SN, processori, memoria e il bus controller sono raggruppati in un'entità chiamata nodo.
Il nodo è solitamente un'unica scheda elettrica. I nodi sono connessi tra di loro tramite un'interconnessione, originariamente denominata CrayLink poi rinominata NUMAlink. Il risultato è un sistema che non ha un BUS vero e proprio. Piuttosto il traffico tra memoria, processori e dispositivi è realizzato tramite collegamenti gestiti da switch o da router.
I sistemi SN possono quindi svilupparsi secondo assi diversi in maniera dinamica. All'incremento di processori, corrispondono aumenti di memoria, di capacità di I/O e di banda del sistema.
Il primo sistema SN, conosciuto come SN-0, venne presentato nel 1996 all'interno della famiglia Origin. basato sul processore MIPS R10000, l'Origin 200 scalava da 1 a 4 processori. L'Origin 2000 scalava da 2 a 128 processori. Ulteriori sviluppi dell'architettura permisero di raggiungere i 512 processori.

### Anni 2000
SGI cedette parte della linea di prodotto di Cray a Tera Computer Company il 31 marzo del 2000. SGI, inoltre, con uno spin-off divise i suoi interessi in MIPS Technologies, Inc. il 20 giugno del 2000.
La seconda generazione, chiamata SN-1, ma successivamente rinominata SN-MIPS, venne distribuita nel luglio 2000 con il nome di Origin 3000. Il sistema scalava da 4 a 256 processori. Su richiesta di alcuni clienti vennero consegnate configurazioni con 512 e 1024 processori. Una soluzione più piccola e meno scalabile venne distribuita in seguito con il nome di Origin 300.
Nel novembre 2002, SGI annuncia la terza generazione di sistemi SN, la serie SN-2, con il nome Origin 3900. Questa generazione quadruplica la densità dei processori portandola da 32 a 128 processori per rack.
Nel gennaio del 2003 SGI annunciò una variante della piattaforma SN-MIPS sotto il nome di Altix 3000. Chiamata internamente SN-IA, la piattaforma utilizzava processori Intel Itanium 2 al posto dei processori MIPS. La serie Altix esegue il sistema operativo Linux. Al momento della sua presentazione Altix 3000 rappresentava il più scalabile sistema Linux, supportando fino a 64 processori per nodo. Nodi multipli possono essere connessi assieme con una tecnologia di memoria distribuita chiamata Myrinet creando quello che SGI chiama Supercluster.
Nel febbraio del 2004 SGI annunciò il supporto per nodi di 128 processori seguiti, poi, da versioni per 256 e 512 processori nel corso dell'anno.
Nell'ottobre del 2003, SGI e NASA annunciano il nuovo supercomputer basato su processori Intel Itanium 2. Il sistema chiamato Columbia divenne il più potente computer al mondo. Il nuovo sistema raggiunge performance di 42.7 trilioni di operazioni al secondo. Costruito sulla base dell'architettura Altix, monta 10.240 processori e supera il famosissimo Earth Simulator giapponese, accreditato di una potenza di calcolo di 35.86 TeraFLOPS e l'esperimento di IBM Blue Gene/L accreditato di 36.01 TeraFLOPS. Ma nel 2004 la nuova versione del BlueGene/L incrementa la potenza di calcolo portandosi a 70 TeraFLOPS e quindi superando il supercomputer SGI.
Nel giugno 2004, SGI ha ceduto Alias al fondo privato Accel-KKR per 57,1 milioni di dollari; nel gennaio 2006 Alias è stata nuovamente venduta, questa volta ad Autodesk per 197 milioni di dollari.
L'azienda andò in bancarotta nel 2009 e vendette i propri beni a Rackable Systems, che adottò poi il marchio Silicon Graphics International.

## Prodotti hardware
Alcuni sistemi basati sulle architetture 68k e MIPS erano anche rebadged con altri marchi tra cui CDC, Tandem Computers, Prime Computer e Siemens-Nixdorf.
Le serie SGI Onyx e SGI Indy erano usate per lo sviluppo di giochi per il Nintendo 64.

### Macchine basate sui Motorola 68k
- Serie di terminali grafici IRIS 1000 (1000/1200 senza dischi, 1400/1500 con dischi)
- Serie di workstation IRIS 2000 (2000/2200/2300/2400/2500 non-Turbo e 2300T/2400T/2500T modelli "Turbo" )
- Serie di workstation IRIS 3000 (3010/3020/3030 e 3110/3115/3120/3130)

### Macchine basate sull'architettura MIPS

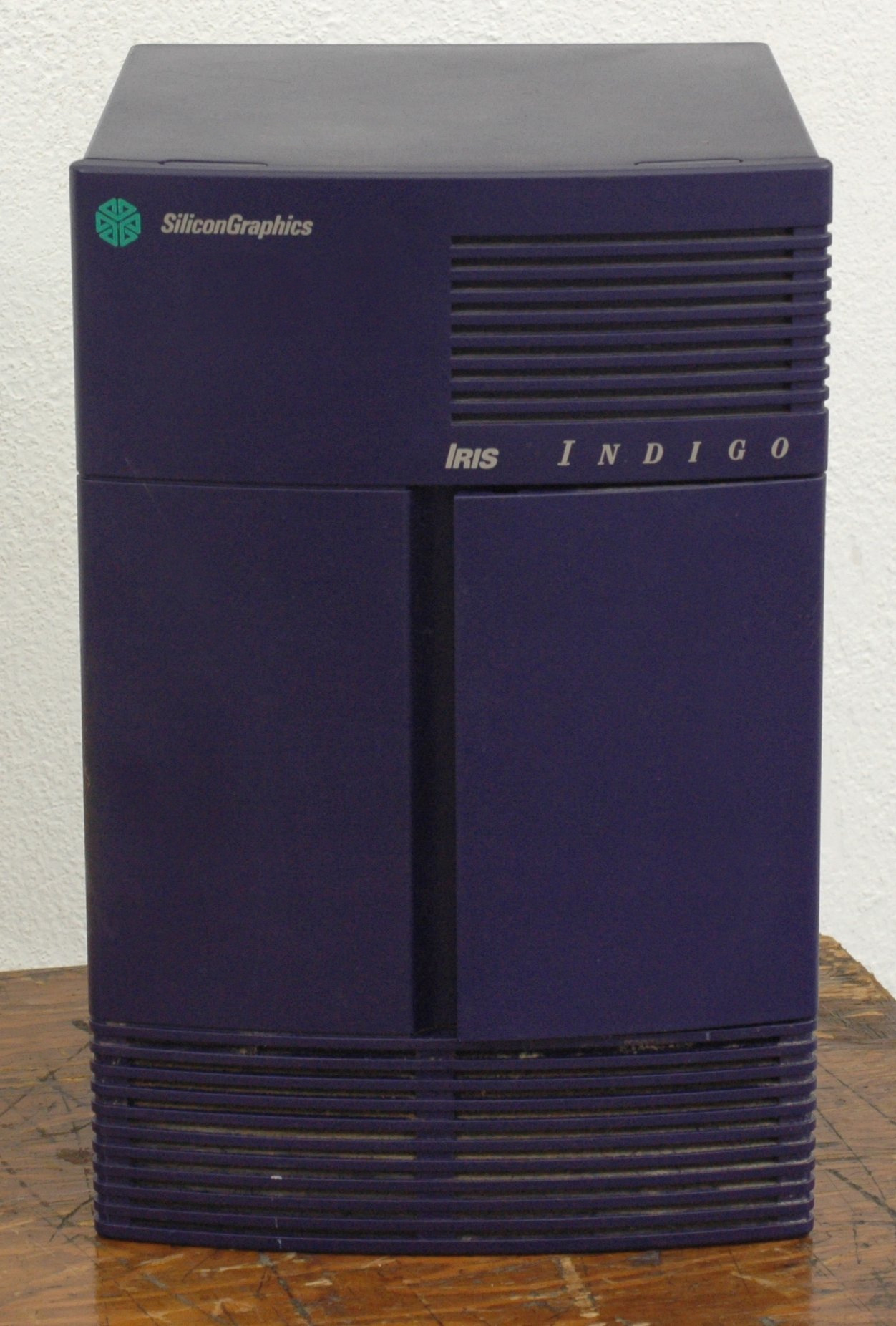
SGI Indigo

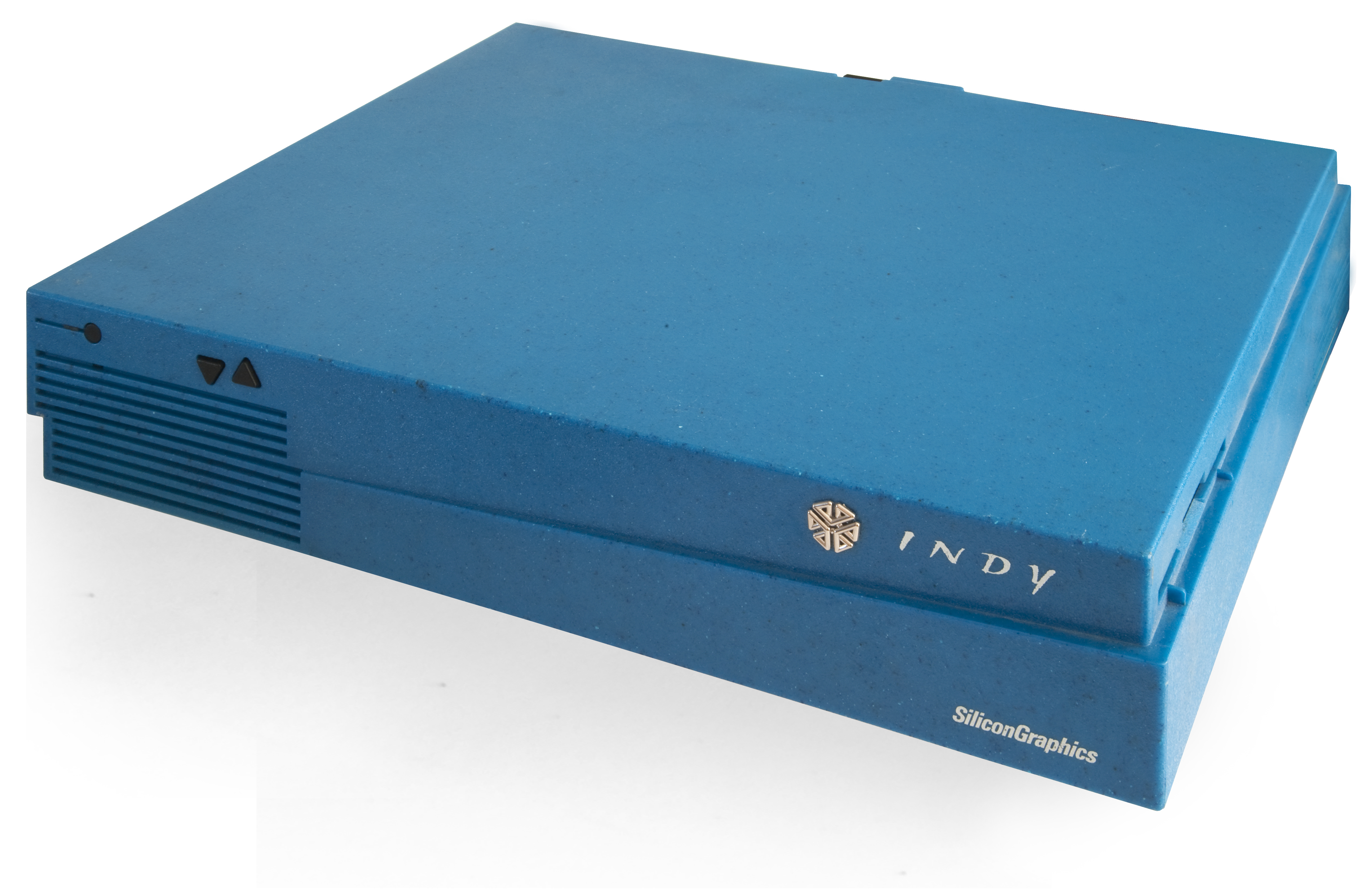
SGI Indy

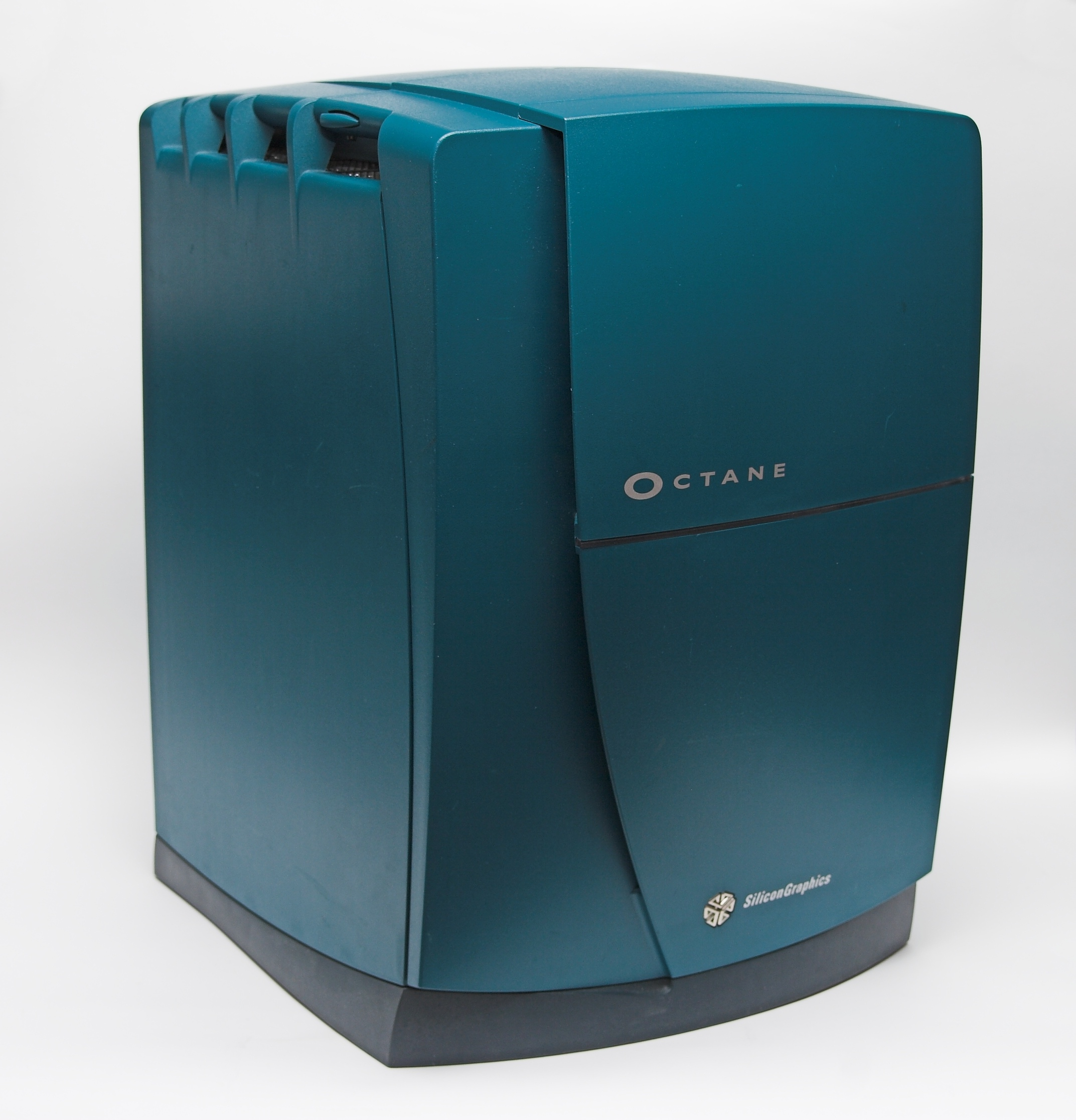
SGI Octane

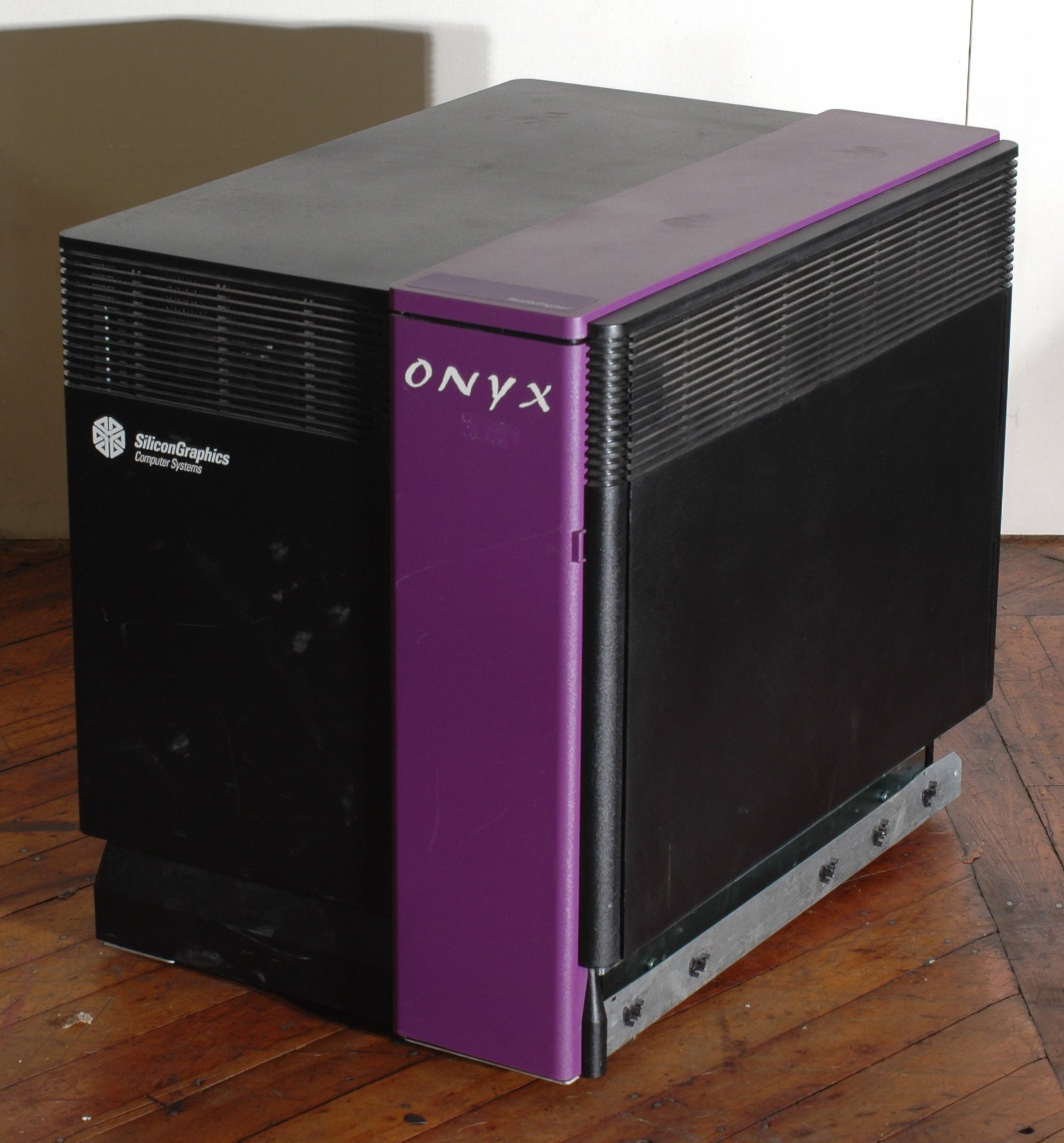
SGI Onyx

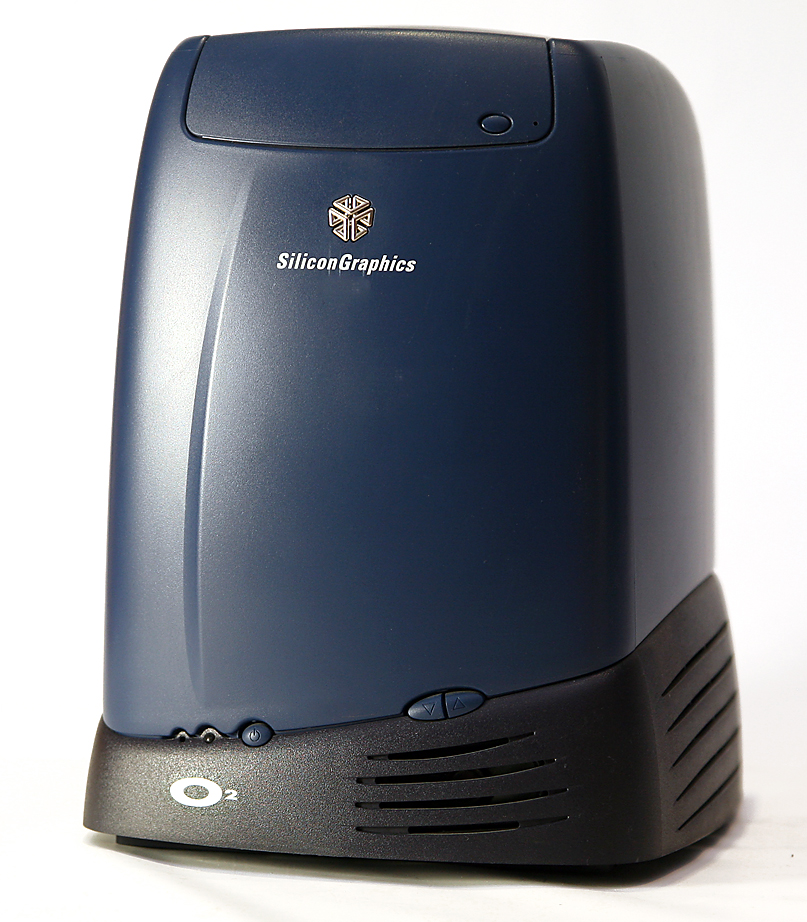
SGI O2

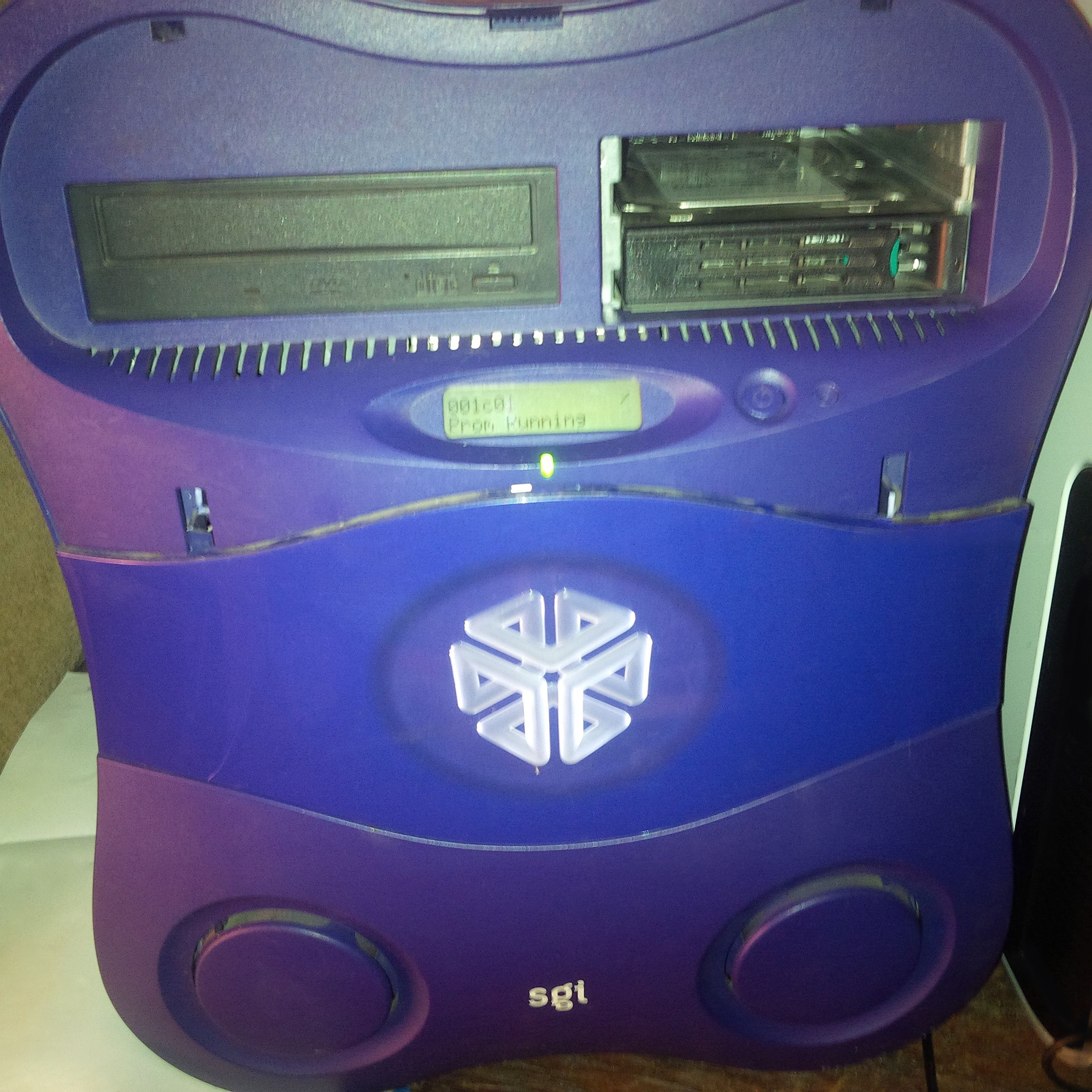
SGI Tezro Workstation

#### Workstation
- Serie IRIS professionale (IRIS 4D/50/60/70/80/85)
- Serie IRIS personal (IRIS 4D/20/25/30/35)
- IRIS Power Series (IRIS 4D/1x0/2x0/3x0/4x0) Usato nella realizzazione di The Abyss e Jurassic Park[1]
- IRIS Crimson (workstation/server da tavolo)
- Serie IRIS Indigo (Indigo, Indigo R4000) Usato nella realizzazione di Terminator 2[2]
- Serie Indigo² (Indigo², Power Indigo², Indigo² R10000) Usato nella realizzazione di Toy Story [3]
- Indy workstation, usato nella realizzazione di Rivelazioni[1]
- O2/O2+ workstation, usato nella realizzazione di Jurassic Park III[1]
- Octane workstation, usato nella realizzazione di A Bug's Life [4]
- Octane2 workstation, usato, insieme a Octane, nella realizzazione de L'era glaciale[1]
- Fuel, workstation di fascia bassa
- Tezro workstation di fascia alta[5]

#### Server
- Challenge S (server desktop)
- Challenge M/Power Challenge M (server desktop), usato nella realizzazione di Twister [1]
- Challenge DM (server da tavolo)
- Challenge L/Power Challenge/Challenge 10000 (server da tavolo)
- Challenge XL/Power Challenge XL (server per sistemi rack)
- Origin 200, server di fascia bassa. Usato insieme a Octane e Onyx 2 nella realizzazione di Matrix [1]
- Origin 2000, server di fascia alta. Usato insieme a O2 nella realizzazione di Z la formica [1]
- Origin 300, server di fascia bassa
- Origin 350, server di fascia media
- Origin 3000, server di fascia alta

#### Visualization
- Onyx (sistema desktop o per sistemi rack), usato insieme a O2, Octane, Origin 2000 e Power Challenge ne L'uomo senza ombra[1]
- Power Onyx (sistema desktop o per sistemi rack)
- Onyx 10000 (sistema desktop o per sistemi rack)
- Onyx2 (sistema desktop o per sistemi rack), usato in A Bug's Life - Megaminimondo [4] e Le avventure di Rocky e Bullwinkle[1]
- Onyx 350 (per sistemi rack)
- Onyx 3000 (per sistemi rack)
- Onyx4 (per sistemi rack)
- SkyWriter (per sistemi rack)

### Sistemi Intel IA-32

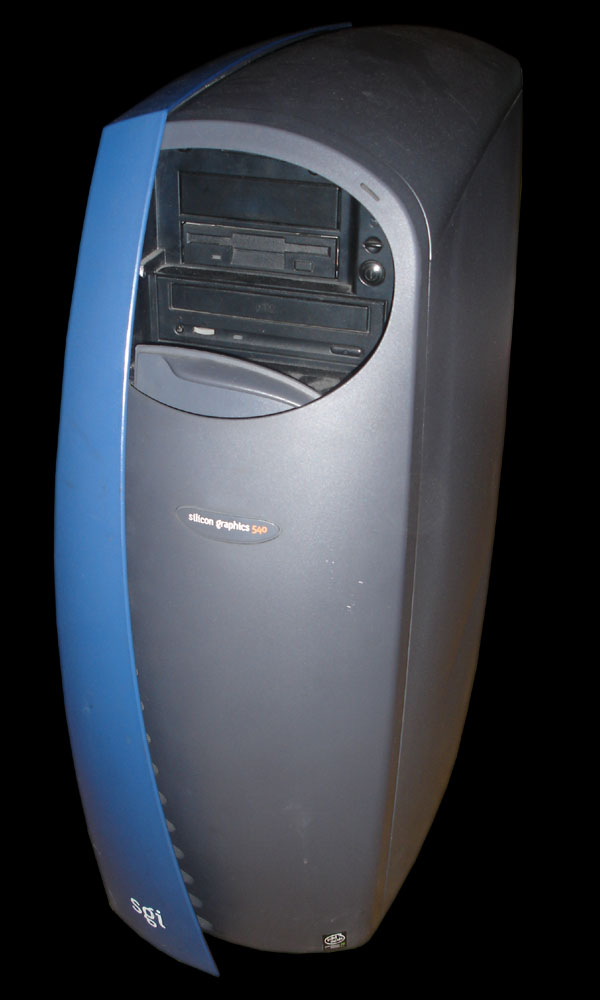
SGI 540 Visual Workstation

#### Workstation
- SGI 320 Visual Workstation (Windows NT)
- SGI 540 Visual Workstation (Windows NT)
- SGI 230 Workstation (Linux/Windows NT)
- SGI 330 Workstation (Linux/Windows NT)
- SGI 550 Workstation (Linux/Windows NT)
- SGI Zx10 Visual Workstation (Windows)
- SGI Zx10 VE Visual Workstation (Windows)

#### Server
- SGI Zx10 Server (Windows)
- SGI 1100 server (Linux/Windows)
- SGI 1200 server (Linux/Windows)
- SGI 1400 server (Linux/Windows)
- SGI 1450 server (Linux/Windows)
- SGI Internet Server (Linux)
- SGI Internet Server per l'E-commerce (Linux)
- SGI Internet Server per il Messaging (Linux)

### Sistemi Itanium
- SGI 750, workstation
- Altix 330, server di fascia bassa
- Altix 350, server di fascia media
- Altix 3000, server di fascia alta
- Altix 450, server di fascia media
- Altix 4000, server di fascia alta, fino a 2048 CPU
- Prism (sistema desktop o per sistemi rack)

### Sistemi Intel/AMD x86-64
- Altix XE210, server
- Altix XE240, server
- Altix XE310, server
- Altix XE1200, cluster
- Altix XE1300, cluster
- Altix ICE 8200
- Altix ICE 8400
- Virtu VN200, visualization node
- Virtu VS100, workstation
- Virtu VS200, workstation
- Virtu VS300, workstation
- Virtu VS350, workstation

### Acceleratori basati su FPGA
- RASC Application Acceleration

### Sistemi di storage
- InfiniteStorage 10000
- InfiniteStorage 6700
- InfiniteStorage 4600
- InfiniteStorage 4500
- InfiniteStorage 4000
- InfiniteStorage 350
- InfiniteStorage 220
- InfiniteStorage 120
- SGI Infinite Data Cluster

### Soluzioni per lo storage
- InfiniteStorage NEXIS 500
- InfiniteStorage NEXIS 2000
- InfiniteStorage NEXIS 7000
- InfiniteStorage NEXIS 7000-HA
- InfiniteStorage NEXIS 9000
- InfiniteStorage Server 3500

### Monitor
- 1600SW, monitor wide screen vincitore di molti premi

### Schede acceleratrici
- IrisVision, una dei primi acceleratori grafici 3D per PC di fascia alta